# Джуба (снайпер)
Джуба (араб. جوبا‎), он же Багдадский снайпер — якобы снайпер иракского партизанского движения, которому приписываются выстрелы в видеороликах, демонстрирующих сцены убийства американских солдат в оккупированном Ираке.
Неизвестно, является ли он реальным лицом, коллективным псевдонимом или обобщенным образом, используемым разными людьми. Предположительно, принадлежал к группировке «Исламская армия в Ираке», чья символика присутствует на его видео. Количество жертв снайпера оценивается от 37 до 675 убитых. Все выстрелы Джуба совершил из снайперской винтовки Драгунова.

## Упоминания и информация
Первые упоминания о Джубе относятся к 2005 году. В середине года в средства массовой информации сообщили о том, что в рядах иракских партизан (моджахедов) появился снайпер-профессионал, известный как Джуба. Однако деятельность снайпера началась раньше. С февраля, как утверждают военные из 1-64 батальона, дислоцированного в багдадском пригороде, он убил только в их части двоих бойцов и ранил шестерых. До августа на его счету было не менее 10 солдат и офицеров. Утверждалось, что он действует в основном в южной части Багдада, а все его акции носят одинаковый почерк — он стреляет только один раз (обычно очень точно) и быстро покидает свою позицию. Джуба выбирал только американских солдат и не трогал иракцев. Между тем, как отмечала Lenta.ru, американцы являлись более тяжёлыми целями для снайперов — они обычно находились под защитой бронетехники, а также имели бронежилеты и каски. Чаще всего снайпер ждал, когда солдат покинет бронемашину или высунется из люка. После этого он убивал, целясь в незащищенные участки тела, такие как участок шеи между бронежилетом и каской. Джуба стрелял с расстояния около 200 метров.
В ноябре того же года в Интернете появилась видеозапись, показывавшая неизвестного боевика со снайперской винтовкой, который заявил: «В этой винтовке у меня девять пуль, и у меня есть подарок для Джорджа Буша. Я собираюсь убить девять человек». Затем запись демонстрировала девять эпизодов снайперских атак, в каждом из которых уничтожен американский солдат.
В начале 2006 года в распоряжение телекомпании ABC News попала видеозапись, на которой неизвестный боевик называл себя Джубой и заявлял о том, что лично убил 143 американских военнослужащих. В этом же году вышел документальный фильм «Багдадский снайпер», в котором утверждалось, что Джуба убил 154 солдата, 6 офицеров, 4 снайперов, и ранил 54 военнослужащих оккупационных сил.
Ещё одна видеозапись, демонстрирующая предполагаемого «Джубу», появилась осенью 2006 года. Она содержала интервью человека, назвавшего себя командиром багдадской дивизии снайперов, и показывала тренировку партизан со снайперскими винтовками. В один из моментов в кадр попадает список из 37 человек, которые предположительно были убиты Джубой. Также были показаны несколько сцен убийства снайпером американских солдат.
Факт существования Джубы неоднократно подвергался сомнению. О его личности практически ничего не известно. Выдвигались предположения, что под этим псевдонимом действуют сразу несколько опытных снайперов, сделавших «Джубу» мифическим героем иракского партизанского движения. Один из иракских переводчиков, работающих с войсками США, утверждал: «Да, он существует. Он убил много людей. Он прошел подготовку во времена Саддама». Другой точки зрения придерживается капитан Брендан Хоббс, командир роты C 2-го батальона 14-го пехотного полка 10-й горнопехотной дивизии США: «Снайпер Джуба? Он — плод американских военных. Мы сами создали этот миф».
О поимке Джубы сообщалось дважды. В начале 2007 года некоторые обозреватели считали, что он действительно был задержан или убит, поскольку слухи о нём практически исчезли. В 2008 году Джуба вновь объявился, выложив 4 видео на свой официальный сайт.
Схожий персонаж под псевдонимом Мустафа упоминается в мемуарах снайпера Криса Кайла — якобы олимпийский стрелок, убивавший солдат на видео и предположительно убитый другой бригадой снайперов в неназванный период времени.

## Число убитых
Американские сведения говорят о 37 жертвах атак Джубы. Однако существует информация, преимущественно от иракских повстанцев, что число погибших гораздо выше. Согласно баасистким источникам, всего за год своей деятельности снайпер ликвидировал 70 бойцов противника. За весь период заявляется о цифрах в 500 убитых. По иным данным, снайпер  ликвидировал 154 солдата, 6 офицеров, 4 снайперов, и ранил 54 военнослужащих оккупационных сил. Максимальные оценки достигают 634—675 погибших.

## В культуре
Фигура загадочного снайпера Джубы фигурирует в фильмах:
- Стена (англ. The Wall, США, 2017, реж. Даг Лайман)
- Снайпер (англ. American Sniper, США, 2014, реж. Клинт Иствуд)